# Newsletter
Als Newsletter [ˈnjuːzˌlɛtɚ] (engl. für Mitteilungsblatt, Verteilernachricht oder Infobrief) wird im Deutschen ein meist regelmäßig erscheinendes Rundschreiben bezeichnet, das elektronisch oder postalisch versandt wird. Technisch verwandt sind Mailinglisten, bei denen jedoch jedes Mitglied auch Nachrichten an den Verteiler senden kann.

## Formen
Newsletter werden im ursprünglichen Sinn durch Kirchen, Vereine, Verbände und Unternehmen herausgegeben, um ihre Mitglieder, Kunden oder Mitarbeiter über Neuigkeiten zu informieren. Manche Newsletter sind kostenpflichtig und werden ausschließlich an Abonnenten versandt. Bei Unternehmen sind sie eine moderne Form der Kundenzeitschrift. Viele als Newsletter bezeichnete E-Mails an Online-Kunden sind faktisch nur reine Werbe-E-Mails mit geringem Informationsgehalt. Daneben gibt es redaktionelle Newsletter, die als journalistische Angebote entwickelt werden.

## Geschichte
Ursprünglich bezeichnete der Begriff ein periodisches Print-Format von wenigen Seiten, das in kürzester Form Nachrichten und Ratschläge zu meist kaufmännischen Themen zusammenfasste. Heute werden darunter vorwiegend elektronische Newsletter verstanden. Seit den 2010er-Jahren findet der Newsletter als journalistische Darstellungsform Verbreitung. Eine einflussreiche Plattform ist der 2017 gegründete Dienst Substack. Journalistische Newsletter werden auch als Briefing bezeichnet.
Im journalistischen Umfeld finden Online-Newsletter seit etwa Mitte der 2010er Jahre verstärkten Anklang und werden von freiberuflichen Journalisten wie auch Medienunternehmen zur Verbreitung von Special-Interest-Journalismus verwendet. Kritiker befürchten aufgrund vermehrt kostenpflichtiger Angebote eine Polarisierung des verfügbaren Medienangebots in kostenfreie Clickbaits von geringem Aufklärungsgrad und Nachrichtenwert, sowie über hochpreisige Newsletter vermittelte, exklusive Rechercheerzeugnisse.

## Verfahren
Informationen (meist zu speziellen Themen) werden bei dieser Publikationsform mehr oder weniger regelmäßig per E-Mail oder per SMS an eine Gruppe von Empfängern gesendet. Hierbei sind die Regelungen des Datenschutzes zu beachten. Die Empfänger haben sich selbst als Interessenten in eine Newsletter-Liste eingetragen, das Einverständnis (Opt-in) der Empfänger liegt also vor.
Der Versand der Newsletter wird als Outbound-Technologie (Newsletter-Engine) betrachtet, zur Weiterverarbeitung erhaltene E-Mails als Inbound (Funktion E-Mail Callcenter).

## Versandarten und Rückkopplung
Dabei kann der Versand als reine Text-Version (Plaintext) oder/und auch in HTML (Multipart-Format) erfolgen. Auch das Versenden eines Newsletters als PDF-Dokument im Anhang einer Mail kommt noch gelegentlich vor. In diesem Fall legt der Absender vor allem darauf Wert, dass der versandte Newsletter problemlos gedruckt werden kann.
Immer wichtiger wird auch das Optimieren von Newslettern für mobile Endgeräte, deren Nutzung auch für das Abrufen von E-Mails kontinuierlich ansteigt. Hier sind besondere Anforderungen an Design und Usability gestellt, da kleine Touch-Screens berücksichtigt werden müssen.
Das Öffnen der E-Mails und das Klickverhalten der Leser können zu statistischen Zwecken registriert und ausgewertet werden. Hieraus können Empfängerverhalten wie Anzahl der Öffnungen, Weiterleitungen etc. ersehen und das erlangte Wissen für weitere Newsletter genutzt werden. Eine Kombination von Newslettern nennt man Kampagne. Newsletter sind ein hervorragendes Werkzeug des Direktmarketings, um schnelle Ergebnisse aus den Bereichen Trendanalysen, Meinungsumfragen, Abstimmungen, Quiz etc. zu erzielen.

## Programme zum Newsletter-Versand
Es existiert eine Reihe von Programmen, die eine Verwaltung von Verteilerlisten, ein automatisches An- und Abmelden, sowie ein komfortables Erstellen von Newslettern ermöglichen.
Spezielle Engines für Newsletter gibt es in jeder Preisklasse, von Open-Source und Freeware-Lösungen bis hin zu mehreren hunderttausend Euro. Es kommt hier auf die Flexibilität der Softwarelösung an, d. h. mit welcher „Intelligenz“ kann sie die E-Mails zusammensetzen (personalisiert und thematisiert) und mit welcher Geschwindigkeit können die E-Mails produziert und versendet werden. Leistungsstarke Softwarelösungen können heute komplexe Newsletter in kurzer Zeit zusammensetzen, so dass selbst beim Versand von tausenden von Newslettern keine Doppelungen auftreten (müssen). Aber auch Datenbankprogramme zur Kundendatenverwaltung können mit einem Add-on für den Newsletterversand genutzt werden. Wichtig ist dabei die DV-technische Einbindung in das bestehende Customer-Relationship-Management.
Freeware-Varianten bzw. Versionen für den privaten, nicht-kommerziellen Einsatz haben häufig Begrenzungen etwa bei der Zahl der Empfänger. Viele Opensource-Programme heben diese Limitierung jedoch auf.
Ein Newsletter kann auch über gängige Mail-Programme wie etwa Outlook Express oder Mozilla Thunderbird verschickt werden. Dabei wird eine Mail an eine Verteilerliste versandt, die über das Adressbuch verwaltet wird. Die Empfänger kommen hierbei in der Regel ins BCC-Feld. Bei einer größeren Adressenbasis ist dies jedoch problematisch, da nicht mehr erreichbare Adressen (Bounces) und Abmeldungen manuell aussortiert werden müssen. Darüber hinaus ist eine Personalisierung der Mail und eine Erfolgsauswertung bei dieser Variante nicht möglich. Für kleine Newsletter lässt sich das Personalisierungsproblem mit Add-ons (für Thunderbird beispielsweise „Mail Merge“) lösen. Zudem sind die Möglichkeiten des Newsletterversandes über einen normalen Mailaccount bei herkömmlichen Web-Providern meist limitiert und bieten nur eine eingeschränkte Anzahl von Empfängern (Limit für E-Mail-Kopien per CC oder BCC).
Für den professionellen Newsletterversand beauftragen Unternehmen meist spezielle Provider, die dafür entsprechende Software anbieten. Mit dieser lassen sich Verteilerlisten sowie An- und Abmeldungen komfortabel verwalten, Newslettermails gestalten und personalisieren sowie Kampagnen steuern und auswerten. Die Nutzung professioneller E-Mail Software ist meist als Software-as-a-Service-Lösung (Do-It-Yourself) über ein Web-Interface möglich, oft sind auch Design, Programmierung, Kampagnenerstellung und Newsletterredaktion als Services gesondert buchbar. Darüber hinaus sorgt ein professioneller Provider durch verschiedene Maßnahmen dafür, dass die versendeten Mails bei den Empfängern ankommen und nicht in Spamfiltern hängen bleiben. In diesem Zusammenhang gewinnt vor allem das sogenannte Whitelisting an Bedeutung. In letzter Zeit werden auch das Greylisting und das Sender Policy Framework (SPF) immer wichtiger. Allerdings ist auch Vorsicht bei der Auswahl von externen Dienstleistern geboten. Denn man kann bei unseriösen Anbietern nicht nachvollziehen, was mit den E-Mail-Adressen passiert und ob sie nicht weiterverkauft oder sonst wie unberechtigt genutzt werden.

## Tracking und Datenschutz
Anhand von Tracking-Pixeln (Zählpixel) und individualisierten Links in den versendeten E-Mails lässt sich das Leseverhalten eines Empfängers ermitteln, zum Beispiel, ob, wann und welche Links dieser angeklickt und wann er die E-Mail gelesen hat. Werden die Daten nicht strikt von der E-Mail-Adresse getrennt gehalten (Pseudonymisierung), so handelt es sich hierbei um personenbezogene Daten. Ein personenbezogenes Tracking ist nur mit der ausdrücklichen und klar informierten Einwilligung des Empfängers zulässig. Diese Einwilligung muss der Empfänger jederzeit widerrufen können. Die Pflicht zur Einholung der Einwilligung vor der Durchführung des personenbezogenen Trackings ergibt sich aus § 25 Abs. 1 TTDSG, wonach eine Einwilligung immer dann erforderlich ist, wenn ein Zugriff auf Informationen erfolgt, die bereits in der Endeinrichtung des Endnutzers gespeichert sind.
Wird das Tracking durch einen externen Dienstleister vorgenommen, so muss der Kunde mit dem Anbieter einen Vertrag über Datenverarbeitung im Auftrag schließen.
Bei Verstößen gegen den Datenschutz drohen Abmahnungen durch Wettbewerber sowie gemäß Art. 83 Abs. 4 DSGVO verhängte Bußgelder von Aufsichtsbehörden von bis zu 20 Mio. € bzw. bis zu 4 % des gesamten weltweit erzielten Jahresumsatzes.